# Харроу, Уильям
Уильям Харроу (англ. Willian Harrow; 14 ноября 1822 — 27 сентября 1872) — американский юрист и генерал федеральной армии в годы гражданской войны. Во время сражения при Геттисберге его бригада участвовала в отражении атаки Пикета.

## Ранние годы
Харроу родился в Уинчестере (Кентукки) и получил образование в обычной школе. Впоследствии он стал изучать право и был допущен к юридической практике в иллинойсском городе Лоренсвилл. Некоторое время он работал вместе с будущим президентом Абрамом Линкольном. Позже он переселился в Винсенс в Индиане, а затем переехал в Вернон.
Он женился на Джульетте Джеймс, чей отец владел частным банком в округе Посей. У них родилась дочь Эстер.
Дела Харроу шли успешно и он стал известным человеком в своей округе. Его избрали капитаном роты ополчения, которая называлась «Knox Country Invincibles», которая выполняла в основном церемониальные функции.

## Гражданская война
Когда началась гражданская война, штат Индиана начал формировать роты добровольцев и сводить их в полки. Уильяму было уже 40 лет, но он записался в федеральную армию и благодаря своим связям получил звание майора 14-го индианского полка, который был включён в бригаду Натана Кимбалла. Полк был направлен в западную Вирджинию и участвовал в сражении при Чит-Маунтин и при Гринбриер-Ривер. После этого бригада была переведена в долину Шенандоа, где Харроу получил звание подполковника и участвовал в нескольких сражениях кампании в долине Шенандоа. После сражения при Кернстауне ему присвоили звание полковника.
В июле 1862 года его обвинили в употреблении спиртного во время сражения при Кернстауне и уволили из армии, однако уже через месяц он был восстановлен в своей должности. В сентябре 1862 года полк Харроу участвовал в сражении при Энтитеме, где атаковал позиции дивизии Дэниеля Хилла. В этом бою была потеряна почти половина его полка. Вскоре после сражения Харроу стал командовать бригадой, а в октябре Кимбалл лично попросил президента присвоить Харроу звание генерала. 16 октября Линкольн утвердил назначение, однако оно вступило в силу только в конце зимы.
Ещё в звании полковника Харроу командовал бригадой во время сражения при Фредериксберге.
В апреле 1863 года Харроу наконец получил звание бригадного генерала и официально возглавил 1-ю бригаду 2-й дивизии II корпуса Потомакской армии, сменив на этом посту генерала Альфреда Салли. На тот момент она состояла из четырёх полков:
- 19-й Мэнский; полковник Френсис Хет
- 15-й Массачусетский; полковник Джордж Уорд
- 1-й Миннесотский; полковник Уильям Колвилл
- 82-й Нью-Йоркский; подполковник Джеймс Хьюстон

Во время сражения при Геттисберге бригада обороняла Кладбищенский хребет, находясь в резерве, позади бригад Уэбба и Холла. 2 июля командование отправило на левый фланг дивизию Колдуэлла, закрыв зазор несколькими полками из бригад Харроу и Холла. Эти полки попали под удар дивизии Ричарда Андерсона. В бою особенно отличился 1-й миннесотский полк, который остановил атаку алабамский бригады Уилкокса, однако Харроу не присутствовал на том участке боя.
В конце дня, когда дивизионный командир Джон Гиббон возглавил корпус, Харроу занял его место командира дивизии. 3 июля имена эта дивизия попала под удар «атаки Пикетта». Она стояла на левом фланге дивизии и вела ружейный огонь по наступающей бригаде Джеймса Кемпера. Когда бригада Армистеда прорвала оборону бригады Уэбба, Харроу отправил свои полки на помощь, однако ряды полков смешались, и бригада стала неуправляемой. Дивизия потеряла 1600 человек из 3773. В бою было захвачено четыре полковых знамени. Сама бригада Харроу потеряла 768 человек.
И все же у командования оставались сомнения в способностях Уильяма Харроу. Его командир Джон Гиббон, в своём рапорте высоко оценил двух других дивизионных командиров, однако ни слова не сказал о Харроу. Вскоре он был отстранён от командования и покинул Потомакскую армию.
Однако, Линкольн вмешался в его карьеру и Харроу был отправлен на запад, где возглавил 4-ю дивизию XV корпуса. Это назначение вызвало некоторое недовольство среди солдат, которые не очень уважали офицеров, переведённых с востока. Харроу пришлось прибегать к крайним мерам, чтобы заставить солдат повиноваться. И все же его дивизия хорошо проявила себя в битве за Атланту, особенно в сражении за Атланту и в сражении при Эзра-Чеч. В сентябре 1864 года прошла реорганизация армии, и Харроу остался без дела. Его сомнительная репутация стала причиной того, что его отказались принять к себе Оливер Ховард, Уильям Шерман и Уинфилд Хэнкок. Один из его подчинённых позже сказал: «Обладая способностями командира, он нигде наглядно не проявил их в ходе битвы за Атланту…».
В апреле 1865 года Харроу уволился из армии.

## Послевоенная деятельность
После войны Харроу вернулся в Монт-Вернон, к своей юридической практике. В 1872 году он погиб в Нью-Олбани во время железнодорожной катастрофы. В тот момент он ехал в Джефферсонвилл, где собирался выступить с речью в поддержку кандидата в президенты, Хораса Грили. Харроу был похоронен на кладбище Беллфнтэйн-Семетери в Монт-Вернон.